# Mietlorz

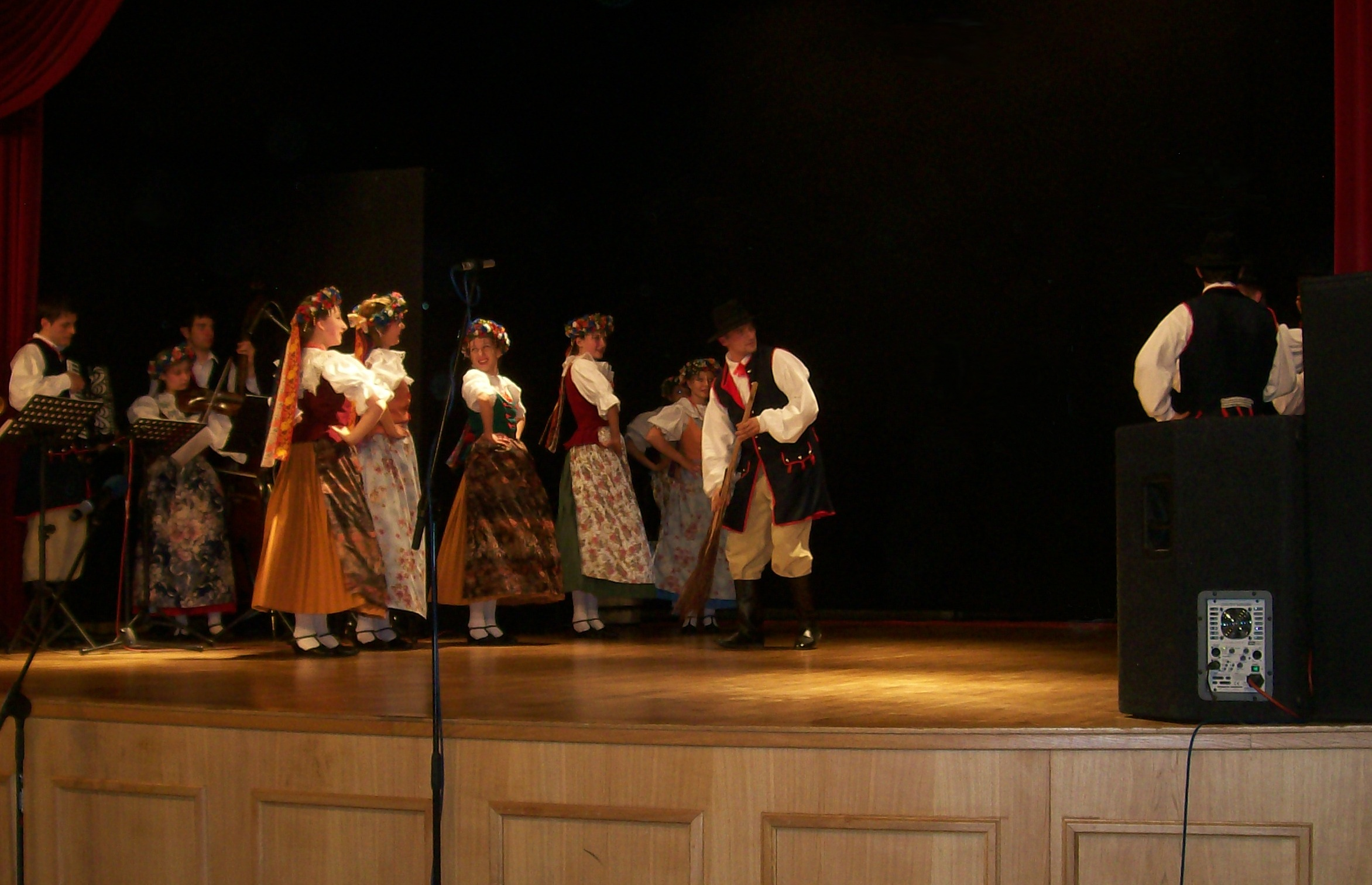
Mietlorz w wykonaniu Zespołu Pieśni i Tańca Zawiercie

Mietlorz – śląski taniec ludowy, wykonywany w grupach składających się z tancerzy i tancerek. Zabawa dzieli się na 2 części: wolną i szybką. Krok taneczny: polkowy w przód i w obrotach.
Mietlorz to znana śląska zabawa taneczna zaliczana przez niektórych folklorystów do tańców.
Dwa szeregi: chłopcy i dziewczęta, stają w naprzeciw siebie. Chłopców zawsze jest o jednego więcej niż dziewcząt. Dodatkowy stoi w środku sali z miotłą i jest „mietlorzem”. Podczas tańca „zamiata”, zawadzając umyślnie o nogi pozostałych tancerzy i upatruje tancerki, z którą zechce zatańczyć. Tak długo, jak muzyka gra wolno, wszyscy tańczą w miejscu, kiedy rytm zmienia się na szybką polkę, tancerze podbiegają do tancerek, ale jeden z nich, ten, który nie zdąży złapać wolnej tancerki, pozostaje bez pary i przejmuje rolę mietlorza, tańcząc z miotłą. Nazwa tańca pochodzi od rekwizytu używanego podczas zabawy, jakim jest miotła.